# 911 (пісня)
911 — пісня українського гурту «Океан Ельзи» з альбому «Модель» 2001 року.

## Історія
Святослав Вакарчук у одному з інтерв'ю прокоментував створення пісні як «плід наших експериментів і експериментів наших продюсерів». За його словами «пісня народилася так: я прийшов у студію і награв клавішну тему. Потім Діма з Денисом, наш клавішник і барабанщик робили ритм — семпліровали його на комп'ютері, і виникла ідея зробити всю пісню в такому стилі. Слова я написав випадково. У моєї дівчини в Києві салон під назвою „911“. Взагалі-то це пісня про кохання машини до машини, сарказм з приводу того, що ми надто технологізовані, схожі на роботів. Я хочу, щоб було по-іншому. Мені спало на думку покликати когось на допомогу».
Кліп на цю пісню був зрежисерований братами Стеколенками. Зйомки відбувалися на території кіностудії ім. Довженка. Редакція Vogue Ukraine назвала його одним з найбільш «улюблених» кліпів гурту, а Elle Ukraine включила його у підбірку топ-20 найбільш знакових українських кліпів.
У 2010 році пісня увійшла до підбірки «Океан Ельзи: The Best Of».
У червні 2025 року Святослав Вакарчук переспівав 911 разом із гумористичним проєктом Badstreet Boys у пародії оригінального кліпу із закликом підтримати збір фонду Повернись живим та Atlas Festival.
Після «911» є найулюбленішою піснею сина Вакарчука.